# Happily Ever After (película de 1985)
Happily Ever After es una película estadounidense de animación, drama y familiar de 1985, dirigida por Bill Melendez y Steven Cuitlahuac Melendez, escrita por Bill Scott, Linda Balahoutis y Marilyn Katzenberg, musicalizada por Randy Edelman, en la fotografía estuvo Julie Maryon y Chuck McCann, el elenco está compuesto por Carol Burnett, Danny DeVito y Carrie Fisher, entre otros. El filme fue realizado por JZM Productions, Bill Melendez Productions y WonderWorks, se estrenó el 20 de octubre de 1985.

## Sinopsis
Molly Conway, cursa el tercer grado, sufre depresión en el momento que se entera de que sus padres van a separarse. Ella trata de hacer todo lo posible para que estén juntos nuevamente, pero prácticamente nada sale bien. Finalmente, asume su nueva realidad.